# Binodoxys clydesmithi
Binodoxys clydesmithi är en stekelart som beskrevs av Pike och Jaroslav Stary 1996. Binodoxys clydesmithi ingår i släktet Binodoxys och familjen bracksteklar. Inga underarter finns listade.